# The Color Purple (musical)
The Color Purple è un musical del 2005 con libretto di Marsha Norman e musiche di Brenda Russell, Allee Willis e Stephen Bray, tratto dal romanzo Il colore viola di Alice Walker e dal rispettivo adattamento cinematografico del 1985, Il colore viola, diretto da Steven Spielberg.

## Trama
Georgia, 1909. L'adolescente afroamericana Celie venne data in sposa dal patrigno violento al crudele Albert "Mister" Johnson, che la separa dall'amatissima sorella Nettie dopo che la cognata ha respinto le sue attenzioni. Nel corso degli anni Celie non perde la speranza di rivedere la sorella e i piccoli Adam e Olivia, i figli che ha avuto dopo essere stata violentata dal padre. Trova conforto nella cantante Shug Avery, con cui intraprende un'amorevole relazione, e nell'amicizia con Sofia, la moglie del suo figlio adottivo Harpo. Ma, soprattutto, scopre il coraggio in se stessa.

## Brani musicali
Atto I
- Overture – Orchestra
- Huckleberry Pie / Mysterious Ways – Celie, Nettie e cast
- Somebody Gonna Love You – Celie
- Our Prayer – Nettie, Celie, Mister, Doris, Darlene, Jarene e Pa
- That Fine Mister – Doris, Darlene e Jarene
- Big Dog – Mister, Celie, Giovane Harpo, cast
- Lily of the Field – Celie, Nettie e Mister
- Dear God - Sofia – Celie
- A Tree Named Sofia – Doris, Darlene e Jarene
- Hell No! - Sofia, Celie & cast
- Brown Betty – Harpo, Squeak, Celie e cast
- Shug Avery Comin' to Town – Mister, Celie e cast
- All We've Got to Say – Doris, Darlene e Jarene
- Dear God - Shug – Celie e Shug
- Too Beautiful for Words – Shug
- Push Da Button – Shug, Harpo e cast
- Uh-Oh! – Sofia, Squeak, Celie, Buster e cast
- What About Love? – Celie e Shug
- Act I Finale† – Orchestra, Shug, Celie e Nettie

Atto II
- African Homeland – Nettie, Celie e cast
- The Color Purple – Shug e Celie
- Church Ladies' Easter – Doris, Darlene e Jarene
- I Curse You Mister – Celie e Mister
- Mister's Song - Celie's Curse – Mister
- Miss Celie's Pants – Celie, Shug, Sofia e cast
- Any Little Thing – Harpo e Sofia
- What About Love? (Reprise) – Celie e Shug
- I'm Here – Celie
- The Color Purple (Reprise) – Celie e cast

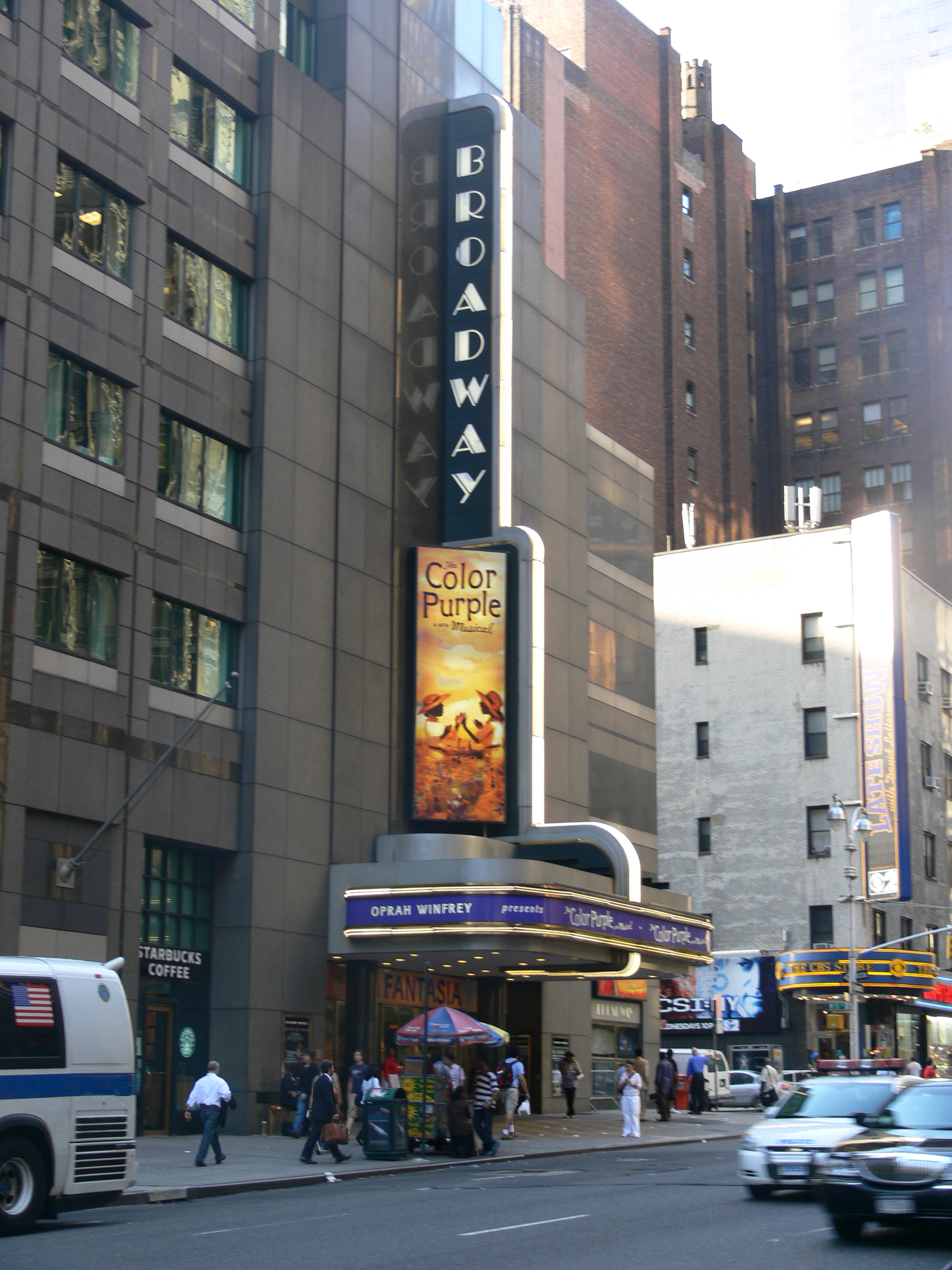
The Color Purple in scena al Broadway Theatre nel 2005

## Storia degli allestimenti
Dopo un periodo di rodaggio ad Atlanta, The Color Purple ha esordito al Broadway Theatre di Broadway il 1º dicembre 2005. Gary Griffin curava la regia, mentre i produttori annoveravano Scott Sanders, Oprah Winfrey e Quincy Jones. Il musical è rimasto in cartellone per 910 rappresentazioni fino al 24 agosto 2008, guadagnando oltre cento milioni di dollari al botteghino. Il cast originale era composto da LaChanze (Celie), Brandon Victor Dixon (Harpo), Felicia P. Fields (Sofia), Renée Elise Goldsberry (Nettie), Kingsley Leggs (Mister), Krisha Marcano (Squeak) ed Elisabeth Withers-Mendes (Shug Avery). The Color Purple ha ricevuto undici candidature ai Tony Award, tra cui per il miglior musical, e LaChanze ha vinto il Tony Award alla miglior attrice protagonista in un musical.
La prima londinese è avvenuta il 17 luglio 2013 alla Menier Chocolate Factory per la regia di John Doyle. Il musical ha lanciato la carriera di Cynthia Erivo, che interpretava Celie; diciotto mesi più tardi l'allestimento è stato riproposto al Bernard B. Jacobs Theatre di Broadway, dove è rimasto in scena per quasi cinquecento rappresentazioni. Erivo ha interpretato nuovamente Celie accanto a Jennifer Hudson (Shug), Danielle Brooks (Sofia), Kyle Scatliffe (Harpo) e Joaquina Kalukango (Nettie). L'allestimento è stato accolto calorosamente dalla critica e ha vinto due Tony Award: al miglior revival di un musical e alla miglior attrice protagonista in un musical per Erivo. L'incisione discografica con il cast di Broadway del 2015 è stata premiata con il Grammy Award al miglior album di un musical teatrale.
Quattro diverse tournée del musical hanno attraversato gli Stati Uniti tra il 2007 e il 2017. A livello internazionale il musical è stato portato in scena anche in Olanda (2018), Sudafrica (2018), Canada (2019) e Brasile (2019).

## Adattamenti cinematografici
Nel 2023 Blitz Bazawule ha diretto l'adattamento cinematografico del musical, Il colore viola, prodotto da Steven Spielberg, Oprah Winfrey, Quincy Jones e Scott Sanders. Fantasia Barrino, che aveva sostituito LaChanze nella produzione originale, è tornata ad interpretare Celie, mentre Danielle Brooks, che aveva interpretato Sophia a Braodway nel 2015, ha interpretato nuovamente la parte.